# Albin Schwaiger

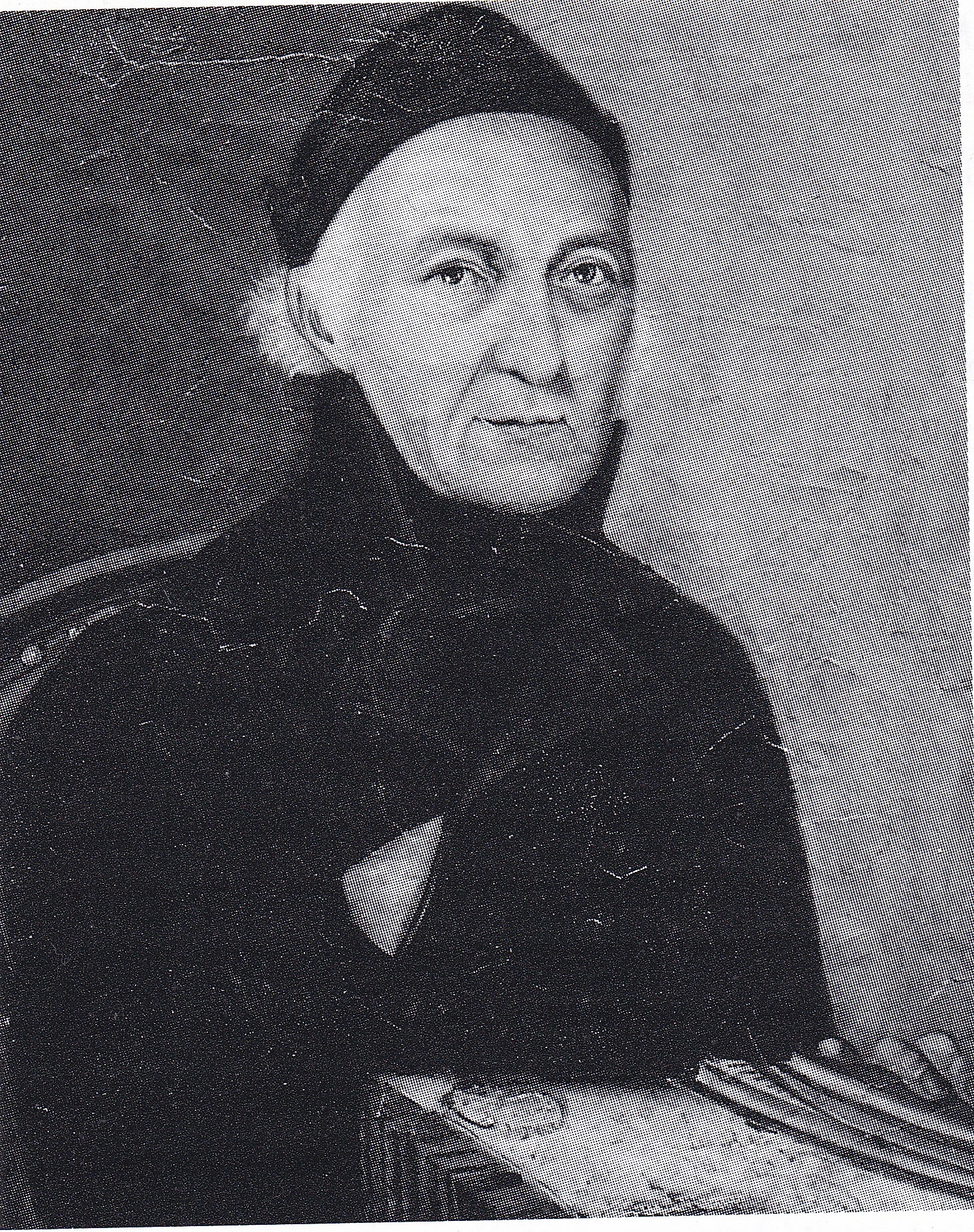
Albin Schwaiger

Albin Schwaiger, Taufname: Joseph (* 16. Dezember 1758 in Böbing, Kurfürstentum Bayern; † 6. September 1824 in Rottenbuch, Königreich Bayern)  war ein deutscher Augustiner-Chorherr und Meteorologe.

## Leben
Seine Eltern waren Anton Schwaiger und Maria Schwaiger, geborene Schnitzler. Joseph Schwaiger schloss 1777 als Seminarist an der „Domus Gregoriana“ das churfürstliche Gymnasium in München (heute Wilhelmsgymnasium München) ab. Bei seiner Profess im Kloster Rottenbuch erhielt er 1780 den Mönchsnamen Albin. 1784 wurde er zum Priester geweiht und war anschließend Seelsorger von Oberammergau. Sein Interesse galt den Naturwissenschaften, besonders der Meteorologie. Auf dem Hohen Peißenberg, auf dem seit 1781 meteorologische Beobachtungen gemacht wurden, führte er mit zwei Mitbrüdern vom Kloster Rottenbuch von 1785 bis 1796 systematische Wetterbeobachtungen durch. Von Juni 1796 bis 1824 war er erneut Seelsorger, bzw. nach der Säkularisation in Bayern  Ortspfarrer in Oberammergau. Anschließend kehrte er ins Rottenbucher Kloster zurück, wo er wenige Monate später verstarb.
Bereits 1807 wurde er als Korrespondierendes Mitglied in die Bayerische Akademie der Wissenschaften aufgenommen.
Inzwischen führt das Meteorologische Observatorium Hohenpeißenberg des Deutschen Wetterdienstes die Wetterbeobachtung fort. Es liegt am nach ihm benannten Albin-Schwaiger-Weg, am Hohen Peißenberg.

## Werke
- Prospectus Peissenbergensis, Handschrift 1791, 1 Bl. Digitalisat
- Versuch einer meteorologischen Beschreibung des hohen Peißenbergs als eine nöthige Beylage zu dessen Prospektskarte 1791, 43 S. Digitalisat
- Prospects-Charte von Hochenpeissenberg, München 1792
- Albin Schwaigers meteorologische Beobachtungen auf dem Peissenberg, Handschrift 1793, 74 Bl.
- Rede bey der Todesfeyer des Franziskus Töpsl, Probstes in Polling, 1796, 31 S. Digitalisat